# Кольрабициркус
Кольрабициркус (нем. Kohlrabizirkus, букв. — «цирк кольраби») — утвердившееся в немецком городе Лейпциг (Саксония) наименование старого оптового овощного рынка, который в настоящее время используется для проведения различных культурных и спортивных мероприятий. Памятник инженерного искусства.

## История
Строительство нового (главного) оптового рынка было утверждено городским советом Лейпцига летом 1927 года, когда стало окончательно понятно, что старый Центральный рынок вблизи здания Новой ратуши более не может удовлетворять потребности быстро растущего города (Лейпциг насчитывал в это время порядка 680 000 человек).
Из соображений логистики рынок должен был иметь удобное подключение как городской системе улиц, так и к системе железнодорожного сообщения, так что в итоге был выбран участок к югу от центра города и вблизи Баварского вокзала. При этом городской архитектор Хуберт Риттер стремился найти такое архитектурное решение, которое позволило бы выиграть максимальное количество полезной площади за счёт возможного отказа от массивных внутренних опор. В конечном счёте, Риттер остановился на идее купольного сооружения. Расчёт купольной конструкции выполнили инженеры Франц Дишингер и Хуберт Рюш — сотрудники строительной фирмы нем. Dyckerhoff & Widmann AG из Висбадена (с 1990 годов — в составе концерна Strabag), получившей заказ на возведение рынка и известной к тому времени по Залу столетия во Вроцлаве.
Из запланированных трёх куполов, каждый из которых должен был охватывать площадь порядка 6000 м², на деле реализовать удалось лишь два. Однако и в этом случае завершённое в 1929 году здание рынка поражает воображение: восьмиугольные эллиптические купола из железобетона толщиной всего в 9 см имеют в высоту 29 метров и ширину в основании 75 метров (видимая ширина 65,8 м), и опираются на поставленные под углом эллиптические 13-метровые в высоту опоры. К моменту своего открытия лейпцигский оптовый рынок был крупнейшим по размеру купольным сооружением в мире из преднапряжённого железобетона.

## Современное использование
В 1995 году, в связи с постройкой нового логистического терминала на севере города поблизости от аэропорта, Кольрабициркус как рынок был закрыт. С тех пор северный купол использовался, прежде всего, для проведения концертов, «средневековых» и блошиных рынков, выставок и т. п., вмещая порядка 2500 человек. С конца 2018 года здесь обустроена домашняя площадка лейпцигского хоккейного клуба Exa Icefighters Leipzig. Южный купол вплоть до 2012 года служил в качестве крупнейшего крытого катка Германии нем. Eisdome; с 2014 года в его полуподвальном этаже располагается популярный техно-клуб нем. Institut für Zukunft, известный также своей общественно-политической программой. Ряд помещений предлагается в аренду.
В 2013 году Федеральная палата инженеров Германии (нем. Bundesingenieurkammer) присвоила купольным конструкциям Кольрабициркуса статус исторического памятника инженерно-архитектурного искусства.